# Aristida flaccida
Aristida flaccida är en gräsart som beskrevs av Carl Bernhard von Trinius och Franz Josef Ivanovich Ruprecht. Aristida flaccida ingår i släktet Aristida och familjen gräs. Inga underarter finns listade i Catalogue of Life.